# 長部重康
長部 重康（おさべ しげやす、1942年9月19日 - ）は、日本の経済学者、法政大学経済学部名誉教授。フランス経済が専門。

## 来歴
東京都出身。東京大学文学部西洋史学科卒、同大学院経済学研究科博士課程中退。パリ大学留学、法政大学助教授を経て教授。1993年、「権謀術数のヨーロッパ：社会主義壊走と欧州新秩序」で法政大学博士（経済学）。2006年、フランス国教育功労章シュヴァリエ受章。

## 著書
- 権謀術数のヨーロッパ 社会主義壊走と欧州新秩序 講談社 1992.1
- 変貌するフランス ミッテランからシラクへ 中央公論社 1995.8
- 現代フランスの病理解剖 山川出版社 2006.8

## 共編著
- 現代フランス経済論 歴史・現状・改革（編） 1983.6 (有斐閣選書)
- 拡大ヨーロッパの焦点 市場統合と新秩序の構図 田中友義共編著 日本貿易振興会 1994.3
- 統合ヨーロッパの焦点 ユーロ誕生をにらむ産業再編 田中友義共編著 日本貿易振興会 1998.3
- ヨーロッパ対外政策の焦点 EU通商戦略の新展開 田中友義共編著 ジェトロ 2000.11
- 現代ヨーロッパ経済 田中素香,久保広正,岩田健治共著 新版 2006.5 (有斐閣アルマ)

## 翻訳
- パリ・コミューン / リサガレー 喜安朗共訳 現代思潮社 1968-1969
- 現代の世界恐慌 国際資本主義の動態分析 エルネスト・マンデル 柘植書房 1980.6